# Łososina Dolna
Łososina Dolna è un comune rurale polacco del distretto di Nowy Sącz, nel voivodato della Piccola Polonia.
Ricopre una superficie di 84,31 km² e nel 2004 contava 9 672 abitanti.